# Franklin (Connecticut)
Franklin – miasto w Stanach Zjednoczonych, w stanie Connecticut, w hrabstwie New London.